# Iglesia de San Martín Obispo (Valdilecha)
La iglesia de San Martín Obispo es un inmueble de la localidad española de Valdilecha, en la provincia de Madrid.

## Descripción
A la iglesia se le han atribuido rasgos mudéjares, renacentistas y barrocos. La construcción del edificio original podría remontarse al siglo XIII, si bien ha sufrido diversas remodelaciones desde entonces. Aparece mencionada en el decimoquinto volumen del Diccionario geográfico-estadístico-histórico de España y sus posesiones de Ultramar de Pascual Madoz, en la entrada correspondiente a Valdilecha, de la siguiente manera: «una igl. parr. (San Martin) con curato de primer ascenso y de provision ordinaria». Se la describe en la Historia de Madrid y de los pueblos de su provincia (1921) de Juan Ortega Rubio de la siguiente manera:

El mencionado templo pertenece al estilo mudéjar y es de lo más puro que se halla en Castilla la Nueva, según la opinión D. Manuel Sales, sabio catedrático de la Universidad de Madrid. El curato es de segundo ascenso.
(Ortega Rubio, 1921, p. 84)

El 28 de febrero de 2017 fue declarada bien de interés cultural en la categoría de monumento.
El lunes 11 de noviembre de 2024, con motivo de la festividad de San Martín de Tours, el obispo de la diócesis de Alcalá Antonio Prieto Lucena visitó Valdilecha y celebró la Eucaristía en esta iglesia.